# Răzvan Pădurețu
Razvan Pădurețu (n. 19 iunie 1981, București, România) este un jucător român de fotbal care evoluează la clubul FCM Târgu Mureș. A debutat la prima reprezentativă a României la 3 martie 2010, într-un meci amical împotriva Israelului.

## Cariera
Răzvan Pădurețu a debutat în fotbalul profesionist la Dinamo București la data de 10 mai 2000,  într-un spectaculos meci Oțelul Galați - Dinamo București, încheiat cu scorul de 5-3. Avea să fie unicul meci al lui Pădurețu în Liga 1 în acel sezon, însă a reușit să câștige alături de echipă primul titlu de campion al României.
Sezonul următor, Pădurețu a fost împrumutat la FC Baia Mare în tur, evoluând în nouă partide și marcând două goluri, iar în retur la echipa a doua a câinilor roșii, Dinamo Poiana Câmpina, pentru care a evoluat în 5 meciuri. Sezonul 2001-2002 l-a găsit tot la Câmpina, unde a evoluat în 22 de partide, marcând 3 goluri.
Totuși, în același sezon, a jucat și pentru echipa principală a lui Dinamo, tot într-o singură partidă, care i-a adus în palmares cel de-al doilea titlu de campion al României.
În anul 2002, Pădurețu a fost din nou împrumutat la o divizionară secundă, Unirea Focșani. De data aceasta, a stat mai mult la o singură echipă, bifând 60 de prezențe în tricoul focșănenilor și marcând 5 goluri la această echipă. În sezonul 2004-2005, s-a întors la Dinamo, fiind trimis la echipa a doua.
Sezonul 2005-2006 a reprezentat unul dintre cele mai bune sezoane ale lui Pădurețu din întreaga sa carieră. Fiind împrumutat la Gloria Bistrița, el a evoluat constant bine, bifând nu mai puțin de 24 de prezențe în Liga 1 (până atunci, jucase în doar două partide) și marcând 3 goluri, primul dintre ele fiind și primul său gol în primul eșalon, fiind golul inaugural al acestui sezon.
La sfârșitul sezonului, el s-a întors la Dinamo București, însă s-a despărțit definitiv de Dinamo la începutul noului sezon, fiind achiziționat de formația la care evoluase în sezonul trecut, Gloria.
După ce a evoluat încă un tur de campionat la Unirea Urziceni, Pădurețu a fost transferat la Unirea Urziceni. A debutat la formația ialomițeană în etapa a 20-a a ediției 2006-2007 a Ligii 1, pe 23 februarie 2007, într-un meci pierdut împotriva celor de la Oțelul Galați cu scorul de 3-2. La data de 9 mai, el a reușit să marcheze primul gol pentru Unirea Urziceni în Liga 1, împotriva lui FC Argeș.
Sezonul 2007-2008 a fost, de departe, cel mai bun din cariera lui Pădurețu : pe lângă contribuirea la ocuparea locului cinci în Liga 1 alături de Unirea Urziceni, el a reușit să califice, practic, formația antrenată de Dan Petrescu în finala Cupei României, după ce a marcat în ultimul minut de joc al semi-finalei cu Gloria Buzău golul victoriei Unirii. A evoluat și în finală, însă CFR Cluj a trecut de formația din Urziceni, adjudecându-și trofeul.

## Performanțe internaționale
A jucat pentru Unirea Urziceni în grupele UEFA Champions League 2009-10, contabilizând 5 meciuri în această competiție.
La începutul sezonului 2008-2009, Răzvan Pădurețu a evoluat în meciul pe care echipa sa l-a susținut împotriva germanilor de la Hamburger SV în Cupa UEFA, meci disputat la Hamburg, terminat 0-0.

## Titluri
| Sezon   | Club             | Titlu     |
| ------- | ---------------- | --------- |
| 2001-02 | Dinamo București | Divizia A |
| 2006-07 | Dinamo București | Liga I    |
| 2008-09 | Unirea Urziceni  | Liga I    |